# Podochilus truongtamii
Podochilus truongtamii là một loài thực vật có hoa thuộc họ Lan. Loài lan mới này đã được tìm thấy ở KBTTN Hòn Bà, tỉnh Khánh Hòa và được đặt tên theo tên của KS. Trương Quang Tâm là cha của đồng tác giả mô tả loài mới Trương Bá Vương. Cây có đặc điểm phát hoa dài khoảng 3.5 cm, gốc môi có thành dựng thẳng, dày, chân cột dài đưa ra phía trước. Đây là loài thứ hai của chi Podochilus được phát hiện ở KBTTN Hòn Bà cùng với loài Podochilus rotundipetala Aver. et Vuong được phát hiện và mô tả năm 2016.